# 保育運動
保育運動（英語：Conservation movement），亦稱之為自然保育，是指尋求管理與保護自然資源（包括動物、真菌、植物，以及他們未來的棲息地）的政治、環境和社會運動。保育人士致力改善自然環境問題。
早期保育運動，包括漁業和野生動物管理，水，土壤保護和可持續發展的林業。現代環保運動，從初期的強調利用自然資源和保護的荒野地區的可持續產量擴大到包括保護生物多樣性。有人說，自然保護運動是更廣泛和更深遠環保運動的一部分，而卻有一些人則認為，他們思想上和實踐上有所不同。保育運動現主要關注：北方針葉林和北極，拉丁美洲的玻利維亞以及非洲的博茨瓦納。

## 分支
- 海洋保育運動
- 珊瑚礁復育（英语：Coral reef restoration）
- 島嶼生態復育
- 濕地保育（英语：Wetland_conservation）
- 土壤保護
- 自然地景維護（英语：Landscape-scale conservation）
- 森林復育（英语：Forest restoration）
- 熱帶雨林保育（英语：Tropical rainforest conservation）

## 主題日
- 2月2日：世界溼地日
- 2月第2個週日：世界鯨豚日
- 2月27日：國際北極熊日（英语：International Polar Bear Day）
- 3月3日：世界野生動物日（英语：World_Wildlife_Day）
- 3月12日：植樹節（各國日期不同）
- 3月21日：國際森林日（英语：International Day of Forests）
- 4月22日：世界地球日
- 5月2日：世界鮪魚日
- 5月第2個週末：世界候鳥日
- 5月20日：世界蜜蜂日
- 5月22日：国际生物多样性日
- 5月23日：世界龜鱉日
- 5月25日：世界水獺日
- 5月31日：世界鸚鵡日
- 6月1日：世界珊瑚礁日
- 6月5日：世界環境日
- 6月8日：世界海洋日
- 6月9日：珊瑚大三角日
- 6月22日：世界雨林日
- 6月：昆蟲週（英语：Insect_Week）
- 7月3日：世界海鳥日
- 7月14日：鯊魚關注日
- 7月14日：世界黑猩猩日
- 7月29日：世界愛虎日
- 8月12日：世界大象日
- 8月19日：世界紅毛猩猩日
- 9月16日：国际臭氧层保护日
- 10月第1個週末：世界真菌日
- 10月第1個週一：世界棲地日（英语：World Habitat Day）
- 10月4日：世界動物日
- 11月21日：世界永續漁業日
- 12月5日：國際土壤日

## 延伸閱讀
- http://www.nhptv.org/wild/environmentalism.asp （页面存档备份，存于）
- http://memory.loc.gov/ammem/amrvhtml/cnchron1.html （页面存档备份，存于）